# Uma Vida em Segredo (filme)
Uma Vida em Segredo é um filme brasileiro de 2002, dirigido por Suzana Amaral, com roteiro baseado em livro do mesmo nome de Autran Dourado.

## Sinopse
A história se passa no século XIX. Biela cresceu em uma fazenda de café e gado e, após a morte do pai, vai viver com outros familiares na cidade. Ela encontra dificuldade em se adaptar aos novos costumes e se esforça inutilmente para permanecer fiel à sua própria maneira de ser.

## Elenco
- Sabrina Greve .... Biela
- Cacá Carvalho .... Conrado
- Eric Nowinsky .... Modesto
- Eliane Giardini .... Constança
- Neuza Borges .... Joviana
- Benicio Aleixo Bernardo .... Jogador de truco

## Principais prêmios e indicações
Festival de Brasília
- Venceu na categoria de melhor atriz (Sabrina Greve).

Cine Ceará
- Venceu nas categorias de melhor filme, melhor atriz (Sabrina Greve), melhor fotografia e melhor direção de arte.

Grande Prêmio Cinema Brasil
- Teve cinco indicações, nas categoria de melhor roteiro adaptado, melhor figurino, melhor maquiagem, melhor direção de arte e melhor fotografia.

## Produção
O filme foi gravado em Pirenópolis Goiás. Exibido pela primeira vez no Festival de Brasília em 2001.